# Прокопенко, Денис Геннадьевич
Дени́с Генна́дьевич Прокопе́нко (укр. Дени́с Генна́дійович Прокопе́нко; род. 27 июня 1991, Киев) — украинский военачальник, полковник Национальной гвардии Украины, командир бригады «Азов» (позывной — «Рэдис»), участник российско-украинской войны, Герой Украины (2022).

## Биография
Денис Прокопенко — потомок этнического карела; его дед являлся участником советско-финляндской войны 1939—1940 годов на стороне финнов.
Окончил факультет германской филологии Киевского национального лингвистического университета по специальности «преподаватель английского языка». Прокопенко был членом «White Boys Club» футбольного клуба «Динамо» (Киев).
С 2014 года принимал участие в войне в Донбассе в составе Отдельного отряда специального назначения «Азов», командовал в «Азове» взводом и ротой. Входит в ядро «Азовского движения». В сентябре 2017 года назначен командиром полка «Азов».

### Оборона Мариуполя
В 2022 году после начала вторжения России на Украину Прокопенко участвовал в обороне Мариуполя, а на позднем этапе — руководил обороной завода «Азовсталь». Он публиковал видеозаписи с рассказами о происходящем в городе и на заводе.
19 марта президент Украины Владимир Зеленский присвоил звание Героя Украины командирам двух подразделений, продолжавших оборону Мариуполя, — Прокопенко и командиру 36-й бригады морской пехоты Владимиру Баранюку.
4 мая Прокопенко сообщил, что российским военным удалось прорваться на территорию «Азовстали».
20 мая сообщил в очередном видео, что на 86-й день круговой обороны Мариуполя им был получен приказ о сдаче для сохранения жизни и здоровья военнослужащих гарнизона. В тот же день вышел с «Азовстали» и сдался в плен.
24 мая супруга Прокопенко сообщила, что он жив и находится в плену. По её словам, в коротком телефонном звонке он подтвердил, что находится в плену.
21 сентября 2022 года в рамках обмена военнопленными, Прокопенко был освобождён из российского плена. По договорённости с президентом Турции Реджепом Эрдоганом предполагалось, что до конца войны он будет интернирован на территории Турции вместе с 4 другими командирами защитников Мариуполя: Святославом Паламаром, Олегом Хоменко, Сергеем Волынским, Денисом Шлегой.
8 июля 2023 года Денис Прокопенко вернулся на Украину в ходе турецко-украинских переговоров, где президент Эрдоган одобрил возвращение его и других бойцов Азова. После возвращения заявил о намерении вновь принимать участие в боевых действиях.
Возвращение Прокопенко было расценено российскими властями как нарушающее соглашение об обмене пленными. Ранее российская и украинская стороны договорились, что пять командиров, попавших в плен при захвате Россией Мариуполя, останутся в Турции до конца войны.

## Награды
- Звание «Герой Украины» с вручением ордена «Золотая Звезда» (19 марта 2022, 3 октября 2022) — за личное мужество и героизм, проявленные в защите государственного суверенитета и территориальной целостности Украины, верность военной присяге[17]
- Орден Богдана Хмельницкого III степени (21 августа 2019) — за личный весомый вклад в укрепление обороноспособности Украинского государства, мужество, проявленное во время боевых действий, образцовое исполнение служебных обязанностей и высокий профессионализм[18]
- Медаль «За военную службу Украине» (25 марта 2015) — за личное мужество и высокий профессионализм, проявленные в защите государственного суверенитета и территориальной целостности Украины[19]